# 关行男
关行男（日语：／ Seki Yukio，1921年8月29日—1944年10月25日），是第二次世界大战（太平洋战争）时期日本海军航空队舰上轰炸机驾驶员，也是日軍第一批特別攻擊隊（神風特攻隊）中「敷島隊」的隊長。在莱特湾海战中，关行男率领的五架零式战斗机编队以自杀式攻击的方式击沉了美國海軍的舰艇，是神風特攻隊首次於實戰中建功的紀錄，1944年10月25日戰死，終年23歲。

## 经历

### 出生
1921年（大正10年）8月29日，关行男出生于爱媛县西条市，父母在当地经营着一家贩卖茶具等用品的古董店。在中学时代的关就已经接触到了不少海军的训练课程，在从西条中学校（今天的爱媛县立西条高等学校）毕业后于1938年（昭和13年）加入了位于广岛县江田岛市的海军兵学校。作为家里的独生子，父母在他决定加入海军后领养了一个和他差不多年纪的女孩作为养女以继承家业。不过当他还在海军兵学校时，父亲的去世导致他的母亲关掉了店铺。

### 进入海军
1941年（昭和16年）11月，从海军兵学校顺利毕业后相继被派到了战列舰扶桑号和航空母舰千岁号上短期服役，作为千岁號的船员时还参与了中途岛海战。1942年（昭和17年），在回到了日本本土后进入了位于霞浦市的海军航空兵学校，随后参加了作为舰上轰炸机驾驶员的训练。1944年（昭和19年）1月，成为了教官。
关在镰仓时和当地渡边家的女儿满里子相处的很好，一次在和同僚喝酒时，在场的所有人都决定大家相继在同一天结婚。而就在同个礼拜，关独自来到了镰仓市在对方母亲的面前向满里子求了婚，最终两人在1944年（昭和19年）5月31日正式入籍。关的母亲作为他家方面唯一的亲人参加了婚礼，在和他们住了一个月后说到“年轻人需要自己的空间”后回到了老家，两人随后搬到了离航空学校不远的住处。1944年（昭和19年）9月，在横滨和妻子告别后被重新分配到了位于台湾的台南基地，三个星期后被调配到了驻扎在菲律宾马巴拉卡特基地的第二〇一海军航空队旗下的战斗三〇一飞行队擔任分队长。

### 莱特湾海战

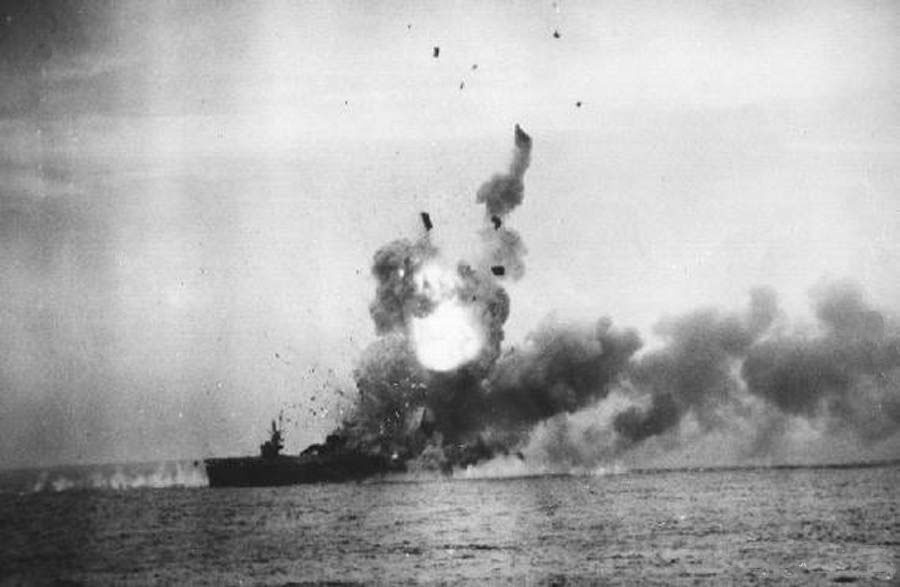
「聖羅」的弹药库被引爆的瞬间。

1944年（昭和19年）10月，菲律宾战役正式开启，而在莱特湾海战中日本海军舰上部队陷入了苦战，当地的航空队总共只剩下了三十架左右可运作的零式战斗机（零戰），第一航空舰队的司令官大西泷治郎中将决定开始组建一支“特别攻击队”。大西泷治郎，玉井浅一和当时的指挥官中岛少佐在深夜给了关行男成为第一支特攻队队长的机会。据记录关随即闭上了双眼，但未在当场给予了回复，而是希望能再考虑一晚。次日，关行男答应了对方的请求，成为了特别攻击队“敷岛队”的指挥官，同时组成的特攻队还包括了“大和队”、“朝日队”和“山樱队”等。部队一共改装了24架零战，而各个队伍的名字均取自于日本江户时代国学家本居宣长的古歌：「人問敷島大和心，朝日爛漫山櫻花」。
大和队的队长久納好孚在10月21日成为第一个出击未归的特攻队员，但是他未能击中任何敌舰。关曾在出发前在面对海军报道员的采访里讲到，“我有即使不冲撞敌舰也能用炸弹命中的自信。如果让我们这些优秀的驾驶员去白白送死，日本的未来很灰暗。我不是为了天皇陛下也不是为了日本帝国、而是为了妻子和最爱的人去死。怎么样，是不是很潇洒？”1944年（昭和19年）10月21日，关的部队第一次尝试出击，但是因为天气不良等缘故返回了基地，而此后几天的二次出击也因为同样的原因返回了营地，司令部的指挥官曾一度告诉他下一次出击“不要再回来了”。
10月25日，关的部队开始准备了他们的第四次出击，他队里的五架零战都装上了250kg級的航空炸弹，而负责掩护他们的任务则交给了西泽广义指挥的小队。当天，关指挥的“敷岛队”之攻擊目标，是位于萨马岛附近、由克利夫頓·斯普拉格（Clifton Sprague）中将指挥的77特遣編隊第3小隊（TU 77.4.3，一般通稱為「塔非3號」）。這支由驅逐艦、護航驅逐艦與護航航空母艦所組成的護航艦隊才曾和栗田健男以大和号為旗艦的帝國海軍北方舰队遭遇過，並且損失了隊中接近半數的驅逐艦戰力。在10点50分，关行男的部队向塔非3號的4艘護航航空母艦发起攻击，最终使得白原號（USS White Plains CVE-66）與基昆灣號（USS Kitkun Bay CVE-71）輕度受損，克里寧灣號（USS Kalinin Bay CVE-68）重創，聖羅號（USS St. Lo CVE-63）則重損沈沒。
在空襲中，白原號曾一度遭兩架零戰攻擊，但在其艦上的防空砲一陣对空射击后，其中一架零戰转向攻擊聖羅號，另外一架則是在舰身数米前被击落，其碎片散落到航空母艦的后方甲板造成轻伤。克里寧灣號击落了两架敌机，但遭另外两架衝撞甲板后爆炸，受損嚴重。基昆湾號因遭到一架零戰扣到了舰艇左边走廊而輕損。原本对白原號俯冲的零戰在嘗試不成後转向聖羅號，並在撞击甲板前扔下了炸弹，而机体則在撞到了甲板后分裂。零戰投下的炸彈擊穿聖羅號左舷飛行甲板，在機庫內爆炸並點燃機庫內大量儲存的航空燃料。大火引起多達六次的後續爆炸，最終引燃艦上的彈藥庫，導致聖羅號在遭遇空襲後的30分鐘內伴隨著大火沈入海中。
西泽在任务结束后的报告中提到关的座机在撞到了敌方母舰后散碎在甲板上，炸弹未被立即引爆，而第二架撞入的飞机则发生了爆炸——当时唯一被两架飞机击中的航空母艦只有克里宁湾號，因此研判關行男的座機應是擊中該艦的兩架零戰之一。因为此次显著的战果，大幅鼓励了日本帝国海军在之後的戰術運用中越加仰賴特别攻击部队。

### 墓碑
1975年（昭和50年）3月，在爱媛县西条市的楢本神社立了一座“关行男慰灵之碑”，而位于德岛航空基地和小松岛航空基地的日本海上自卫队在每年10月25日的早上十点整，都会以五架飞机编队飞越过楢本神社上空。

## 相关作品
- 《吾为君亡》（俺は、君のためにこそ死ににいく）：2007年時上映電影

## 相关條目
- 西泽广义
- 大西泷治郎
- 神风特别攻击队